# Wiesław Hartman
Wiesław Hartman, född 23 oktober 1950 i Kwidzyn i Pommerns vojvodskap, död 24 november 2021 på samma ort, var en polsk ryttare.
Han tog OS-silver i lagtävlingen i hoppningen i samband med de olympiska ridsporttävlingarna 1980 i Moskva.